# 吴彦晟
吴彦晟（1984年5月3日—），是一名中国足球守门员，现效力于中国足球超级联赛球队上海申鑫。

## 职业生涯
2001年，上海中远收购了吴彦晟所在的上海万申青年队。2004年，吴彦晟进入上海国际一线队名单。2005年9月7日，他在2005年中国足协杯四分之一决赛第二回合客场挑战山东鲁能泰山由于主力门将张晨突然生病而得到出场机会，上演职业生涯首秀。11月5日，他在联赛最后一轮上海国际1比3不敌重庆力帆的比赛首发出场，第一次亮相中超联赛。
2006年，吴彦晟随球队迁到陝西。2007年，他在主力门将张晨转会上海申花后，逐渐坐稳了主力位置。2008年一度保持着当时联赛最少丢球的纪录，并且用自己稳健的发挥使陕西浐灞成为当赛季的半程冠军。不过在2010年，朱广沪与科萨先后担任球队的主教练后，吴彦晟淡出了球队的主力阵容。2011年，吴彦晟在整个赛季都无球可踢赋闲在家。
2012年，吴彦晟加盟上海申鑫。